# Poison Prince
Poison Prince ist die erste Single der britischen Sängerin Amy Macdonald aus ihrem ersten Studioalbum This Is the Life und auch die erste Single überhaupt, die sie offiziell veröffentlichte. Das Stück wurde von Macdonald geschrieben und die Single vor dem Album am 7. Mai 2007 veröffentlicht.
Das als CD, 7″-Single und Download erhältliche Werk enthält zusätzlich noch die B-Seiten Rock Bottom und Footballer’s Wife. Das in Rot und Schwarz gehaltene Cover mit weißem Namenszug zeigt am unteren linken Bildrand den Kopf Amy Macdonalds mit gesenktem Blick. Auf der Wiederveröffentlichung vom 19. Mai 2008 ist sie auf einer Farbfotografie am rechten Bildrand des Covers nach rechts blickend zu sehen.

## Inhalt
Im Lied geht es um Pete Doherty, den Sänger der Babyshambles und der Libertines, der durch seinen exzessiven Drogenkonsum in die Schlagzeilen geriet. Amy Macdonald, die sich als großen Fan der Libertines bezeichnet, sagte über Doherty und zu ihrem Lied:

„Die Regenbogenpresse ist grässlich. Sie sitzen einfach da und beschimpfen ihn und keiner hält inne und sagt: »Warum schaffte er es überhaupt in die Öffentlichkeit?« Nun, das schaffte er, weil er ein unglaublich talentierter Musiker war und ich denke nach wie vor, dass er das ist. Ich denke einfach, er ist komplett vom Weg abgekommen. »Poison Prince« war einfach ein Lied für ihn, von mir und jedem anderen Fan den ich kenne, das sagt: »Vergiss all den Scheiß, vergiss all die Drogen und die dummen Einflüsse und komm zurück zur Musik.«“

## Musikvideo
Zu dem Lied existieren drei Videos. Im ersten spielt und singt Amy Macdonald das Lied ohne Arrangement in einem dunklen Raum. Im zweiten sieht man sie bei einem Auftritt mit ihrer Band in einem Glasgower Club. Dazwischen werden Sequenzen eingeblendet, in denen Macdonald mit dem Auto, zu Fuß, mit der U-Bahn, alleine oder mit Freunden durch Glasgow streift. Die dritte Version, die zusammen mit der Wiederveröffentlichung erschien, ist in Schwarzweiß gehalten und zeigt sie bei einem Auftritt in Troon sowie Impressionen rund um das Konzert.

## Charts
In der Schweiz erreichte die Single am 27. April 2008 alleine durch Downloads Platz 58 der Hitparade. In Deutschland wurde am 19. Juni 2009 eine CD ohne das Lied Rock Bottom, dafür mit einem Musikvideo als Datentrack veröffentlicht und stieg auf Platz 66 in die Single-Charts ein. Dies war auch die höchste Chartposition.
| ChartsChartplatzierungen | Höchstplatzierung | Wochen |
| ------------------------ | ----------------- | ------ |
| Deutschland (GfK)        | 66 (8 Wo.)        | 8      |
| Schweiz (IFPI)           | 58 (9 Wo.)        | 9      |